# Paul Bernstein (Kryptologe)
Paul Alfred Bernstein (* 14. Dezember 1891 in Debschwitz; † 1. August 1976 in Esslingen am Neckar) war ein deutscher Ingenieur und Kryptologe, der in der ersten Hälfte des 20. Jahrhunderts zur Gestaltung der Rotor-Schlüsselmaschine Enigma beigetragen hat, die während des Zweiten Weltkriegs zur Verschlüsselung des Nachrichtenverkehrs der deutschen Wehrmacht diente.

## Leben

Die von Arthur Scherbius erfundene „Handelsmaschine“ (1923) besaß noch keine Ringe

Über Bernsteins Leben ist wenig bekannt. Er wurde als Sohn von Albin Bernstein und dessen Ehefrau Berta, geb. von Dulz, geboren und war evangelischer Religion. Am 20. Juli 1918 heiratete er Wally Anna Maria Rummelandt (1894–1975) in Berlin. Dort war er in den 1920er-Jahren Entwicklungsingenieur bei der Chiffriermaschinen AG (ChiMaAG) in Berlin. Die Firma war am 9. Juli 1923 gegründet worden, um die durch Arthur Scherbius (1878–1929) im Jahr 1918 erfundene Rotor-Chiffriermaschine Enigma zu fertigen und weiterzuentwickeln.
Kurz nach Scherbius grundlegender Patentanmeldung „Chiffrierapparat“ (Nr. 416219) vom 23. Februar 1918 und der darauffolgenden „Chiffrierapparat“  (Nr. 425147) vom 26. September 1920, reichte Paul Bernstein mehrere Patentanmeldungen ein, die kurz nacheinander Anfang 1924 erteilt wurden. Anders als vielfach publiziert, erfand er jedoch nicht den „Sperr-Ring“ (die späteren Ringstellungen), sondern dies geschah allein durch seinen Kollegen Willi Korn (1893–1972), wie man beispielsweise dem Patent US1905593 entnehmen kann, in dem als Erfinder nur dessen Name angegeben ist.
Paul Bernstein erfand hingegen die „unregelmäßige Rotorfortschaltung“. In dem ab 26. März 1924 erteilten Patent ist als Erfinder angegeben: „Paul Bernstein in Charlottenburg“.
Laut seiner Erfindungsbeschreibung (Patent Nr. 429122) gab es vier Chiffrierwalzen und zusätzlich vier gezähnte Antriebsräder mit Lücken, die für eine unregelmäßige Weiterschaltung der Chiffrierwalzen sorgten, mit folgender Konfiguration:
- 11 Stellungen mit  5 Zähnen und 6 Lücken
- 15 Stellungen mit  9 Zähnen und 6 Lücken
- 17 Stellungen mit 11 Zähnen und 6 Lücken
- 19 Stellungen mit 11 Zähnen und 8 Lücken

Das so realisierte Getriebe mit vier Zahnrädern und den relativ primen Stellungen ergab eine Periode von 11·15·17·19 = 53.295. Verglichen mit der Periode der Handelsmaschine von 264 oder 456.976 möglichen Stellungen der vier Chiffrierwalzen, bezeichnete es der deutsche Kryptologie-Professor Friedrich Bauer als „fast eine progressive Chiffrierung“. Dies war eine kryptographische Stärke der Handelsmaschine, die späteren Modellen (ab Enigma-A) fehlte.
Paul Bernsteins Patent ist aus mehreren Gründen bemerkenswert. Einerseits zeigt es die Möglichkeit auf, Verschlüsselungsrotoren nicht durch andere Verschlüsselungsrotoren steuern zu lassen („Odometerprinzip“), sondern durch Lückenzahnräder, die in ihrer Funktion sehr stark Stifträdern ähneln. Andererseits werden nur diese Lückenzahnräder tatsächlich bei jedem einzelnen (De)Chiffrierschritt um eine Position weitergedreht, an der sich entweder ein Zahn befindet, oder eben nicht.
Ist ein Zahn vorhanden, wird der durch dieses Lückenzahnrad bewegte Rotor um eine Position weitergedreht, ansonsten nicht. Das führt zu einer interessanten Situation, wenn ALLE VIER Lückenzahnräder bei ihrem aktuellen Bewegungsstand eine Zahnlücke aufweisen : dann dreht sich KEIN EINZIGER ROTOR weiter, und auch der folgende Chiffrierschritt erfolgt wieder mit unverändertem Schlüsselalphabet, welches lediglich von der Stellung der Rotoren festgelegt ist.
Die maximale Anzahl von aufeinanderfolgenden Zahnlücken, sofern bei allen Lückenzahnrädern vorhanden (wenn sich z. B. auf allen vier Rädern irgendwo drei Lücken nebeneinander finden lassen, aber bei nur einem Lückenzahnrad auch vier, dann ist das gemeinsame Maximum aller vier Räder m : drei aufeinanderfolgende Lücken). Es treten also Positionen im Chiffrat auf, ab denen dann (1 + m) Zeichen hintereinander mit identischem Schlüsselalphabet verschlüsselt werden. Es erinnert ein wenig an die Alberti-Chiffre : Alberti wechselte das Schlüsselalphabet nicht bei jedem einzelnen Zeichen wie Vigenère, sondern immer nach wenigen Worten mit weniger als 25 Zeichen. Er hatte das Prinzip der „Unizitätslänge“ verstanden und nutzte es für seine besondere „poly-monoalphabetische“ Substitutionsversion.
Nachteile hat die Verwendung von Lückenzahnrädern in dieser Form natürlich auch, denn diese Zahnräder lassen sich mechanisch nur schwer permutierbar realisieren, und die Zähne und Lücken eines solchen Rades sind starr und nicht veränderbar. Besser ist da schon die Nutzung von Stifträdern, bei denen sich Stifte gezielt setzen und entfernen lassen. (Eine Stiftradgesteuerte Rotormaschine ist die Hagelin B-211, allerdings werden in ihr zwei Halbrotoren mit vier Stifträdern gesteuert).
Bernsteins Erfindung machte die Rotor-Fortschaltung nicht nur unregelmäßig, sondern fügte auch Pausen ein, während derer sich das Schlüsselalphabet trotz weiterer Chiffrierschritte nicht ändert. Das gab es so bei keiner anderen Rotor-Chiffriermaschine !
F.L.Bauers Feststellungen zu Bernsteins Patent treffen eindeutig NICHT zu. Die Periodenlänge der Maschine in Bernsteins Patent beträgt nicht 11*15*17*19, sondern vielmehr 26*11*15*17*19. Jedes der Lückenzahnräder ist nämlich in seiner Positionszahl nicht nur relativ prim zu der aller anderen, sondern auch zur Positionszahl der Rotoren. (In der Handelsenigma lag sie sogar bei 28*11*15*17*19, da diese Rotormaschine vier Rotoren mit je 28 Positionen verwendete).
Die Periodenlänge in Bernsteins Patent beträgt somit 26*11*15*17*19 = 1.385.670 Zeichen. Das ist DEUTLICH LÄNGER als die Anzahl verfügbarer Schlüsselalphabete von vier Rotoren mit je 26 Positionen : 26^4 = 456.976.
Die polyalphabetische Substitutionschiffre war also periodisch bzw. nicht fortlaufend, nutzte aber innerhalb der Schlüsselperiode manche Schlüsselalphabete auch mehrmals hintereinander, was bei progressiver Chiffre nicht vorgesehen ist (jedes verfügbare Schlüsselalphabet muss dabei genau einmal auftreten). Bernsteins Chiffre ist also mitnichten „fast progressiv“, sondern eher „überprogressiv“ (hyperprogressiv) durch Mehrfachnutzung bestimmter Schlüsselalphabete innerhalb der Schlüsselperiode. Jedes verfügbare Schlüsselalphabet tritt aber mindestens einmal in einer der vielen möglichen Schlüsselperioden auf. Viel bemerkenswerter ist allerdings (und das scheint F.L. Bauer entgangen zu sein, seinerzeit waren die heutigen Quellen so nicht verfügbar), dass die Chiffre kurze Abschnitte mit mehreren Zeichen aufweist, die allesamt monoalphabetisch verschlüsselt sind (s. o.).
Erwähnenswert sind noch weitere Details des Bernsteinpatentes : zum einen war eine Permutation von Rotoren und Lückenzahnrädern darin nicht vorgesehen (und wurde auch in der Handelsmaschine nicht realisiert). Das heißt : alles ist fest eingebaut, und eine solche Maschine (26er Rotoren) bietet 11*15*17*19 = 53.295 verschiedene Schlüsselperioden der Länge 1.385.670 zur kryptographischen Nutzung an, abhängig von der Grundstellung der Lückenzahnräder relativ zur Grundstellung der Rotoren. Zum anderen konnte nicht nur die Grundstellung der vier Rotoren eingestellt werden, sondern auch die der vier Lückenzahnräder. Dadurch ist der Spruchschlüsselraum mit 26^4*11*15*17*19 = 24,36 Milliarden, entsprechend ca. 35 bit, um Faktor 26^3 = 17.576 mal größer als die verfügbare Periodenlänge.
Eine Bernstein-Rotormaschine mit vier von zehn auswählbaren, permutierbaren und womöglich intern nach vorgegebenem Schlüssel steck- bzw. neu verdrahtbaren Rotoren, diskret gesteuert durch vier von zehn auswählbaren, in der Stiftabfolge veränder- und permutierbaren Stifträdern, dadurch mit höchst unregelmäßiger Rotor-Fortschaltung und unregelmäßigen Pausen bei der Rotor-Fortschaltung für wenige Zeichen, und durch interne Umschaltung der elektrischen Durchflussrichtung in der Rotorbank (Chiffrieren/Dechiffrieren) zudem NICHTINVOLUTORISCH, ergänzt vielleicht durch ein nichtinvolutorisches Steckerbrett hinter der Tastatur, hätte einen Einbruch in die Chiffre vor und während des Zweiten Weltkrieges nahezu unmöglich gemacht.
Noch ein ergänzender Hinweis : Bei der Zählwerk-Enigma der deutschen Abwehr (Enigma G) wurden ebenfalls Lückenzahnräder genutzt, aber NICHT wie in Bernsteins Patent. Die Lückenzahnräder (hier entsprechen ZWEI Zähne einer Rotorbewegung um eine Position, Umfang 52 Zähne, Lücken bestehen immer aus zwei Zähnen oder Vielfachen von zwei Zähnen !) saßen direkt an der Ausgangsseite der Rotoren und bewegten bei zwei vorhandenen Zähnen in aktueller Position den nächstfolgenden Rotor oder Reflektor. Das bedeutet : diese Lückenzahnräder wurden nicht bei jedem Chiffrierschritt um eine Position (zwei Zähne oder Lücken) weitergedreht, sondern nur dann, wenn ihr Rotor eine Position weiterdrehte. Am seltensten geschah das beim Lückenzahnrad am Rotor ganz links vor dem mitgedrehten Reflektor, häufiger beim mittleren Rotor. Der Rotor ganz rechts drehte hingegen bei jedem Chiffrierschritt um eine Position, sodass Pausen bei der Rotor-Fortschaltung gar nicht auftreten können : mindestens ein Rotor dreht immer weiter, jedem Schlüsselalphabet folgt immer zwingend ein anderes. Diese Chiffre war streng polyalphabetisch und sogar progressiv : jedes der 26^4 Schlüsselalphabete (Reflektor dreht mit) tritt in der Schlüsselperiode der Länge 26^4 = 456.976 genau einmal auf.
Paul Bernstein verließ die ChiMaAG im Jahr 1925. Das Berliner Notariatsregister hält hierzu unter Nr. 203 vom 4. Juli 1925 fest, dass seine Prokura erloschen sei, und vermerkt: „Derselbe [Paul Bernstein] ist aus den Diensten der Gesellschaft ausgeschieden.“ Er ließ sich 1927 in Esslingen nieder und arbeitete dort als Dozent („Professor“) an der Höheren Maschinenbauschule. Er starb mit 84 Jahren in Esslingen am Neckar.

## Patente
- Chiffriermaschine. Deutsches Patent DE411126, 18. August 1923, PDF
- Elektrische Tastenchiffriervorrichtung. Deutsches Patent DE407804, 18. Januar 1924, PDF
- Elektrische Chiffrier- und Dechiffriermaschine. Deutsches Patent DE425566, 28. Februar 1924, PDF
- Chiffriermaschine mit einer Mehrzahl von die Vertauschung der Zeichen bewirkenden Chiffrierwalzen. Deutsches Patent DE429122, 26. März 1924, PDF
- Electric Cipher Writing Machine. US-Patent US1777425, 7. Oktober 1930, PDF